# Темпо
Темпо (індонез. Tempo) — індонезійський щотижневий журнал, що спеціалізується на новинах і політиці. Перший номер журналу побачив світ 6 березня 1971 року
Темпо видається індонезійською мовою. Від 12 вересня 2000 року журнал також видається й англійською.